# Луций Флавий Фимбрия
Луций Флавий Фимбрия (на латински: Lucius Flavius Fimbria) е политик на Римската империя през 1 век.

## Биография
Той е потомък на юриста Гай Флавий Фимбрия (консул 104 пр.н.е. заедно с Гай Марий).
През 71 г. Луций Фимбрия е суфектконсул заедно с Гай Атилий Барбар.